# Ярославский автовокзал
Яросла́вский автовокза́л — автовокзал города Ярославля, обслуживает междугородное и пригородное автобусные сообщения; структурное подразделением Государственного бюджетного учреждения Ярославской области (ГБУ ЯО «Яроблтранском»). Расположен в юго-западной части города на Московском проспекте в 4 км от центра.

## История
Построен в 1963 году по типовому проекту. В 1969 году создано «Производственное объединение автовокзалов и автостанций», объединившее 29 автостанций.
1 июля 1989 года основное здание автовокзала было закрыто с целью расширения. Функцию автовокзала временно выполнял Московский железнодорожный вокзал. В связи с управленческими и экономическими проблемами реконструкция продлилась до 22 июля 2003 года. Появилось 12 посадочных платформ (вместо 7 ранее), 2 кассовых зала (вместо 1) с 8 кассами (вместо 6), компьютерная продажа билетов на все направления, вместимость увеличена до 600 пассажиров (вместо 300).

## Маршруты

### Пригородные[1][2]
- № 101 Автовокзал — Еремеевское
- № 105 Автовокзал — Кормилицино; Автовокзал — Дубки; Автовокзал — Кормилицино (через Дубки)
- № 106 Автовокзал — Сады "Южные" — Ярославль-Главный
- № 110 Автовокзал — Военный городок
- № 117 Автовокзал — ТРК Альтаир (по ЮЗОД)
- № 118 Автовокзал — Ананьино
- № 131 Автовокзал — Введенье
- № 139 Автовокзал — Пестрецово (до Заволжья)
- № 144 ЯОКБ — КДП Ростов
- № 150 Автовокзал — Некрасовское; Автовокзал — Больница МПС
- № 151 Автовокзал — Якушиха
- № 155 Автовокзал — Рождествено
- № 156 Автовокзал — Курба (через Шопшу)
- № 157к Автовокзал — Козьмодемьянск
- № 159 Автовокзал — Бурмакино
- № 160 Автовокзал — Иванищево; Автовокзал — Курба (через Козьмодемьянск)
- № 162 Автовокзал — Ильинское-Урусово
- № 166 Автовокзал — Ростов (по старой дороге)
- № 167 Автовокзал — Гаврилов-Ям (через Шопшу)
- № 168 Автовокзал — Гаврилов-Ям (через Заячий-Холм)
- № 171 Автовокзал — Сосновый Бор
- № 178 Автовокзал — Михайловское
- № 183 Автовокзал — Аэропорт Туношна
- № 184 Автовокзал — Мокеевское
- № 233 Автовокзал — Ростов (по новой дороге)
- № 233/120 Автовокзал — Ростов (по новой дороге); КДП Ростов — Борисоглебский

### Междугородные внутриобластные[3]
- № 358 Автовокзал — Пречистое (через Данилов)
- № 501 Автовокзал — Переславль-Залесский (через Ростов, Петровское)
- № 502 Автовокзал — Углич (через Большое Село)
- № 503 Автовокзал — Углич (через Ростов, Борисоглебский)
- № 504 Автовокзал — Рыбинск (через Тутаев)
- № 506 Автовокзал — Пошехонье (через Рыбинск)
- № 507 Автовокзал — Данилов
- № 507э Автовокзал — Данилов
- № 520 Автовокзал — Любим (через Середу)
- № 522 Автовокзал — Любим (через Данилов)
- № 524 Автовокзал — Борисоглебский (через Ростов)
- № 530 Автовокзал — Пошехонье (через ЯОКБ)
- № 536 Ярославль — Коза (через Данилов, Пречистое); Автовокзал — Кукобой
- № 537 Автовокзал — Пошехонье (через Данилов)

### Междугородные межобластные[3]
- № 073 Автовокзал — Нижний Новгород
- № 057 Автовокзал — Москва (автовокзал Северные ворота)
- № 123 Автовокзал — Кострома
- № 500 Автовокзал — Казань
- №№ 527, 2346 Автовокзал — Иваново (через Гаврилов-Ям)
- №№ 527э, 1794, 2077, 4003 Автовокзал — Иваново (экспресс)
- №№ 960, 2211, 2212, 2225, 2278, 2921, 2922, 2923, 4681, 4682, 4683, 4890, 4901, 4993, 5026, 5208 Автовокзал — Кострома
- №№ 3184, 4946 Автовокзал — Владимир
- № 3382 Автовокзал — Санкт-Петербург
- № 4515 Автовокзал — Череповец (через Данилов, Грязовец)
- № 4625 Автовокзал — Йошкар-Ола
- № 5414 Автовокзал — Ковров
- № 5416 Автовокзал — Вологда

### Транзитные
- № 029 Москва (автовокзал Центральный) — Кострома
- № 030 Кострома — Москва (автовокзал Центральный)
- № 563 Иваново — Вологда; Вологда — Иваново (через Кострому, Волгореченск)
- № 972 Рыбинск — Москва (автовокзал Центральный)
- № 972 Москва (автовокзал Центральный) — Рыбинск
- № 4988 Рыбинск — Москва (автовокзал Центральный)
- № 4988 Москва (автовокзал Центральный) — Рыбинск